# Trío Amazonas
El Trío Amazonas (アマゾントリオ Amazon Torio?) es un grupo de tres personajes de la serie de anime y manga Sailor Moon. Sus nombres son Ojo de Pez, Ojo de Tigre y Ojo de Halcón (Ojo de Águila en América latina) . Pertenecen al Circo Death Moon (Circo de la Luna Muerta), cuya líder es la bruja Zirconia en nombre de la principal antagonista, la Reina Nehelenia. Aparecen en el tomo 12 del manga, en la 4.ª temporada del anime de los años 90 (Sailor Moon Super S), y en la secuela cinematográfica de Sailor Moon Crystal, Pretty Guardian Sailor Moon Eternal.
Un día un eclipse solar permite salir parcialmente de su prisión a la reina Neherenia, quien como castigo a su maldad había sido encerrada en un gran espejo largo tiempo atrás por la Reina Serenity, en los tiempos del antiguo Milenio de Plata. Una vez libre, Neherenia dirige sus ambiciones hacia la Tierra y envía a sus seguidores allí a preparar todo para conquistarla. Sus seguidores, entre los que se encuentran el Trío de Amazonas, fingen ser parte de un circo común y corriente, el Circo Death Moon, y llegan a Tokio para dar espectáculos circenses mientras ponen en marcha en secreto los malvados planes de Neherenia.

## Historia
La parte de la metaserie en la que aparecieron estos tres personajes, parte en la que aparece la reina Neherenia como la principal enemiga, fue la que sufrió más cambios en su pasaje del manga original a la versión animada. A esto se debe que en ambas versiones, estos personajes hayan sufrido notables diferencias. 
En la versión del manga, los componentes del Trío de amazonas fueron en su origen tres animales a los que les fue otorgada apariencia humana por el Cuarteto de amazonas, seguidoras de la reina Neherenia, por lo tanto son sirvientes de estas. Además, el Cuarteto de amazonas cuenta con otros dos sirvientes, Xenotime y Zeolite (que sólo aparecieron en el manga). Mientras el Trío está bajo el mando del Cuarteto, el Cuarteto de Amazonas sigue las instrucciones de la bruja Zirconia, quien actúa en nombre de Neherenia. La misión de estos tres consiste en ayudar al Cuarteto a cumplir con las órdenes de Zirconia, que son atacar a las justicieras conocidas como Sailor Senshi, y arrebatar el Cristal de Plata de Sailor Moon para que puedan dárselo a Neherenia. 
En el anime de los años 90, en cambio, los miembros del Trío fueron introducidos en cuerpos humanos por la bruja Zirconia, y están directamente bajo las órdenes de ella. Ellos no dan signos de conocer previamente al Cuarteto de Amazonas, y el cuarteto no aparece hasta mucho más tarde. La misión que Zircona encomienda al Trío en esta versión es encontrar a "Pegaso", quien tiene el poder de esconderse en los sueños y ha ido a esconderse dentro del sueño de una de las personas de la Tierra. Si logran encontrar a "Pegaso" (Helios)  y capturarlo, Neherenia podrá arrebatarle el Cristal Dorado y acabar con los sueños y las ilusiones de todas las personas del mundo. Por fin logran descubrir que la persona en cuyo sueño él se oculta es Chibiusa, pero el Trío de amazonas acaba revelándose contra su ama Zirconia, quien envía al Cuarteto a eliminarlos. Finalmente son rescatados por el mismo Pegaso, quien los pone a salvo llevándolos a su propio mundo, la tierra secreta de Ilusión.

## Estrategias del trío de amazonas
- En el Manga

En la versión del manga, las primeras víctimas premeditadas de tanto el Cuarteto como el Trío de amazonas son las Sailor Senshi guardianas de Sailor Moon. Cada uno de los del Trío se turna para ir junto con una de las del Cuarteto a atacar a una de las guardianas. Una vez que encuentran a su víctima elegida, unen sus poderes para hechizarla haciéndole dudar de su habilidad y su misión como justiciera, e incluso intentan seducirlas. A pesar de ello, las Sailor Senshi reciben ayuda de sus Guardianas Sailor Interiores y se dan cuenta de la artimaña, por lo que destruyen al Trío con el poder de sus Cristales Sailor.
- En el anime de los años 90

En la primera versión de anime, en cambio, sus objetivos son personas comunes y corrientes elegidas al azar. Pegaso, o Helios, es un habitante del mundo de los sueños, Ilusión, y tiene el poder de ocultarse en el sueño de una de las personas del mundo de la Tierra. Sólo saben que ha ido a ocultarse en el sueño de uno de los habitantes de Tokio, por lo que deben que revisar los sueños de todas las personas de la ciudad, uno por uno, para poder hallarlo.
Suelen seleccionar a sus víctimas eligiendo al azar una de las muchas fotografías de personas de la ciudad, que han sido tomadas por Zircon. Tras realizar la selección, se disfrazan para presentarse y relacionarse con la futura víctima. Una vez que se han ganado su confianza, revelan su verdadera identidad y usan su magia para hacer aparecer su espejo de los sueños. Éste es un espejo invisible que todos los seres humanos llevan en su interior y que muestra los sueños que desean algún día realizar. La extracción de cada uno de estos espejos se realiza en tres pasos:
1. "Uno": hacen aparecer un soporte que se coloca detrás de la víctima.
2. "Dos": aparecen grilletes que aprisionan pies y manos de la víctima al soporte posterior.
3. "Tres": aparece el espejo.

Después de que aparece el espejo los miembros del Trío introducen su cabeza en el interior, como si de una ventana se tratase, para asegurarse de que allí no se encuentra el Pegaso. Una vez que confirman que en éste no se esconde el Pegaso que están buscando, desaparecen en un aro de luz.
En ocasiones, sin embargo, este procedimiento es interrumpido por Sailor Moon y sus amigas las Sailor Senshi del Sistema Solar Interno, quienes llegan para rescatar a la persona que está siendo de este modo atacada. Entonces los miembros del Trío invocan a uno de los Lémures (monstruos basados en las criaturas del mismo nombre) que se encuentran al servicio del Circo Death Moon, para que los asistan en el combate. A menudo dejan a estos monstruos a cargo de la pelea mientras ellos huyen tras revisar el espejo extraído.

## Miembros del Trío Amazonas

### Ojo de Pez
Ojo de Pez (フィッシュ・アイ Fisshu Ai?) es un joven de largo cabello de color azul claro, con aspecto frágil y delicado. Su previa naturaleza de pez se distingue en las escamas que todavía cubren sus manos así como en su nombre, el cual proviene también de un apodo para el mineral más comúnmente conocido como apofilita.

#### En el Manga
En esta versión adquiere la forma de un muy afeminado hombre que sigue las órdenes del Cuarteto Amazonas, siendo el primero del Trío en atacar, escogiendo como víctima a Ami Mizuno (conocida como Sailor Mercury). Para Para se disfraza de la dueña de una tienda de animales y le vende un pez como mascota a Ami Mizuno en el Acto 35 (volumen 12). Esa misma noche el pez, que es realmente Ojo de Pez, vuelve a adquirir apariencia humana para hechizar a Ami y a su madre y provocarles alucinaciones falsas sobre el Señor Mizuno. Pero Ami obtiene ayuda de la Guardiana de su poder Sailor, quien le entrega su Cristal Sailor, llamado "Cristal de Mercurio". Con él Ami se transforma en una Sailor Mercury más poderosa, y destruye las alucinaciones con su nuevo poder Mercury Aqua Rapsody. Sailor Moon y Chibi Moon acuden en ayuda de Ami y aniquilan a Ojo de Pez usando el ataque "Moon Gourgeaus Meditation".

#### En el anime de los años 90
Al igual que su versión del manga, este personaje es muchas veces confundido con una mujer, debido a su apariencia andrógina; algo que en un principio parecían confirmar algunos de sus gestos e incluso su propia forma de hablar. En algunos doblajes y traducciones se optó por interpretarlo como mujer, efectivamente, dado su comportamiento afeminado; ya que éste era considerado un contenido no apropiado para el público infantil al que iba dirigido el programa. 
Ojo de Pez es el tercer miembro del Trío Amazonas, quien es capaz de controlar el agua, aunque su forma preferida de lucha es el lanzamiento de cuchillos, (algo en lo que no es muy bueno). Para él no hay nada peor que las zanahorias, pero en cuanto a las personas, sus gustos son muy variados ya que ha confesado que le encanta tener trato con los "jóvenes guapos", las "chicas hermosas" e incluso los niños.
Su aspiración a sobresalir en el campo de la estética femenina lo lleva a engañar a los humanos en numerosas oportunidades, con tal de poder tomar parte en eventos y profesiones relacionadas. Por ejemplo, una vez consiguió actuar de modelo para un famoso diseñador de modas, e incluso participar en un concurso de belleza, con el nombre falso de "Nanami Woka". En esos ambientes trató de buscar a sus víctimas preferidas, es decir sujetos masculinos con talento artístico.
En un episodio, Ojo de Pez se enamora perdidamente de Mamoru Chiba. Aunque Mamoru piensa que se trata de una chica, lo rechaza abiertamente debido a su noviazgo con la protagonista de la serie, Usagi Tsukino. Más tarde, Usagi encuentra a Ojo de Pez abatido y triste bajo la lluvia, tras su amargo descubrimiento de que no es verdaderamente un ser humano. Al verlo en ese estado, ella se compadece y lo invita a su casa, donde él conoce a Chibiusa y acaba espiándola, viendo como ella conversa en secreto con Pegaso. Ojo de Pez pronto deduce que ella es la misteriosa persona en cuyo sueño Helios (Pegaso) se ha refugiado junto con el Cristal Dorado. Tras haberla descubierto, la captura con el objetivo de obligar a Pegaso a acudir en su ayuda, así Ojo de Pez podrá obtener el Cristal Dorado y usar su poder para lograr su sueño de convertirse en humano.
Mientras tanto, de regreso en el circo, Zirconia se da cuenta de que Ojo de Pez le oculta un secreto y lo fuerza a revelarlo. Así descubre que su sirviente ha encontrado a la verdadera dueña del espejo que contiene el Cristal Dorado. Creyendo que se trata de Usagi, en lugar de Chibiusa, envía a los tres miembros del Trío a atacarla. Como ellos finalmente se rebelan, Zirconia llama a un nuevo grupo de servidoras, el Cuarteto de amazonas, para que acaben con ellos. Ellas mandan un monstruo lémur en forma de payaso a realizar la tarea, pero éste acaba rompiendo el espejo de los sueños de Usagi accidentalmente durante la batalla; lo que deja a esta última en un estado cercano a la muerte. Entonces los del Trío deciden sacrificar sus vidas para salvar a Usagi y a Chibiusa, siendo mortalmente heridos a manos del monstruo. Ya revivida, Usagi se transforma en la guerrera Sailor Moon y usa su poder para destruir al payaso. Los cuerpos del Trío Amazonas yacen tendidos con su verdadera forma animal y en ese momento aparece Helios (Pegaso), quien decide transportar sus almas al mundo de Ilusión, donde algún día lograrán su felicidad.

### Ojo de Tigre
Ojo de Tigre (タイガーズ・アイ Taigāzu Ai?) tiene la apariencia de un hombre alto de largo cabello rubio que viste pantalones ajustados y rayados. Su nombre, que proviene de una piedra preciosa, alude a su forma original como un tigre, antes de haber sido transformado en un ser humano.  

#### En el Manga
Palla Palla usa su magia para hechizar una de las atracciones del parque del Circo Dead Moon, la Casa de los Espejos, en el momento en que entra Rei Hino; en el Acto 36 (volumen 12). Luego ella y Ojo de Tigre empiezan a atacar a Rei con alucinaciones, e incluso Para Para le sugiere a Ojo de Tigre que devore a Rei una vez que ésta cae desmayada. Pero Fobos y Deimos van en su ayuda y le entregan su Cristal Sailor, conocido como "Cristal de Marte". Con el cual Rei se transforma en Sailor Mars y destruye a Ojo de Tigre con su ataque Saeta llameante de Marte.

#### En el anime de los años 90
Suele indagar en los espejos de los sueños de las mujeres jóvenes, a las que a menudo trata de seducir. Ojo de Tigre utiliza sus dotes de seductor para atraerlas hacia una trampa hasta el momento adecuado en que pueda tomarlas desprevenidas y extraer sus espejos en busca de Pegaso. Tanto en la versión del japonés original, como en la hispanoamericana, se muestra que puede hablar en inglés más allá de simplemente pronunciar el verso "one, two, three" -"uno, dos, tres"- requerido para activar el hechizo que hace aparecer la trampa de soporte. No está claro de cuánta fluidez en este idioma él dispone, pero en un episodio fue capaz de preguntarle la hora a una de sus víctimas utilizando dicho lenguaje. Su relación con Ojo de Águila resulta ser un poco tensa y competitiva, aunque también algo amistosa; en una ocasión llegó a hacer caso omiso de esta rivalidad, para poder escudriñar en el espejo de Minako Aino, junto a este último.
Durante su última aparición, este personaje decide sacrificar su último poder para ayudar a Usagi Tsukino (Sailor Moon) a restaurar su espejo de los sueños, el cual había sido roto en pedazos durante una batalla. Tras este sacrificio, el hechizo que había otorgado forma a humana a Ojo de Tigre se rompe y él cae desfallecido, recuperando su antigua forma animal (al igual que sus otros dos compañeros). Aunque los tres son finalmente rescatados por Helios (Pegaso), quien los lleva al mundo secreto de Ilusión.

### Ojo de Halcón
Ojo de Halcón (ホークス・アイ Hōkusu Ai?) también llamado "Ojo de Águila" en Latinoamérica, tiene cabello corto de color lavanda y lleva el nombre de una variedad azulada del Ojo de tigre, una piedra preciosa. El mismo alude a su forma original como un ave, antes de haber sido transformado en un ser humano. Naoko Takeuchi, lo describió como una versión más adulta de Zoycite (uno de los Cuatro Reyes Celestiales), cuyo sueño es poder convertirse algún día en un barman en la ciudad de Las Vegas o en Ginza.

#### En el Manga
Ves Ves y Palla Palla envían a Ojo de Halcón a hacerse pasar por la dueña de una tienda de especias para atacar a Makoto Kino en el Acto 37 (volumen 13). Pero aparece la Guardiana custodio del poder Sailor de Makoto, quien le entrega su Cristal Sailor llamado "Cristal de Júpiter". Makoto utiliza el Cristal para convertirse en una Sailor Jupiter más fuerte que descubre que lleva una corona de hojas de roble en la cabeza. Sailor Jupiter se da cuenta de que la corona le ha otorgado una nueva técnica de combate, Ataque de Hojas de Roble, la cual utiliza para vencer a Ojo de Águila y destruirlo definitivamente.

#### En el anime de los años 90
Es un joven vanidoso, al igual que sus otros compañeros, pero prefiere guiarse por la razón. Pretende llevar a cabo la difícil misión del Trío amazonas por medio de su inteligencia, aportando ideas para encontrar a las víctimas indicadas. Es un joven decidido, que prefiere hacerse pasar por un hombre sencillo cuando le toca actuar en contra de las personas.
Cree firmemente que las mujeres maduras pueden ser mucho más ""interesantes y bellas que las jovencitas, por eso cuando es su turno de buscar víctimas prefiere este tipo de damas.
Aparece por primera vez en el episodio 128, pero no realiza su primer ataque sino hasta el episodio 130, donde su víctima es Mamá Ikuko, la madre de la protagonista Usagi Tsukino o "Serena". Pero sus planes para con ésta son arruinados cuando Usagi se presenta bajo el disfraz de la justicera Sailor Moon para detenerlo, defendiendo a su madre con la ayuda de Sailor Chibi Moon. Otra de sus elegidas fue una mujer conocida como la Princesa Rubina. Si bien continúa en este modo de atacar mujeres adultas durante toda la saga, él y su compañero Ojo de Tigre se disputaron en una ocasión el derecho a tratar con una joven víctima de inusual carisma; quien resultó ser Minako Aino, otra de las Sailor Senshi.
El ideó, también, una jaula con poder dimensional que atraparía a Pegaso cuando éste entrara en ella; pero el plan lo llevó a cabo Ojo de Tigre, sin resultados positivos ya que Pegaso eludió la trampa.
En esta versión, Ojo de Águila resulta herido en un intento de proteger a uno de sus compañeros, Ojo de Pez, de los ataques de un monstruo Lémur enviado por el Cuarteto de amazonas. Esto inclina a Ojo de Tigre y a Ojo de Pez a sacrificar su último poder para revivir a Usagi y liberar a Chibiusa, y así derrotar al malvado súbdito de sus atacantes. El precio de tal sacrificio era perder para siempre su forma humana; pero Helios (Pegaso) aparece, rescatando a los tres, y los lleva a la tierra de Ilusión para vivir fuera de la influencia de Zirconia y de Neherenia.